# 2933 Amber
2933 Amber este un asteroid din centura principală, descoperit pe 18 aprilie 1983 de Norman Thomas.